# Enonjärvi (sjö i Joensuu, Norra Karelen)
Enonjärvi är en sjö i kommunen Joensuu i landskapet Norra Karelen i Finland. Sjön ligger 113,4 meter över havet. Den är 21 meter djup. Arean är 60 hektar och strandlinjen är 6,95 kilometer lång. Sjön  ingår i Vuoksens huvudavrinningsområde.   Den ligger omkring 38 kilometer nordöst om Joensuu och omkring 410 kilometer nordöst om Helsingfors. 
I sjön finns öarna Jänissaari och Talassaari. 